# Arma de espoleta

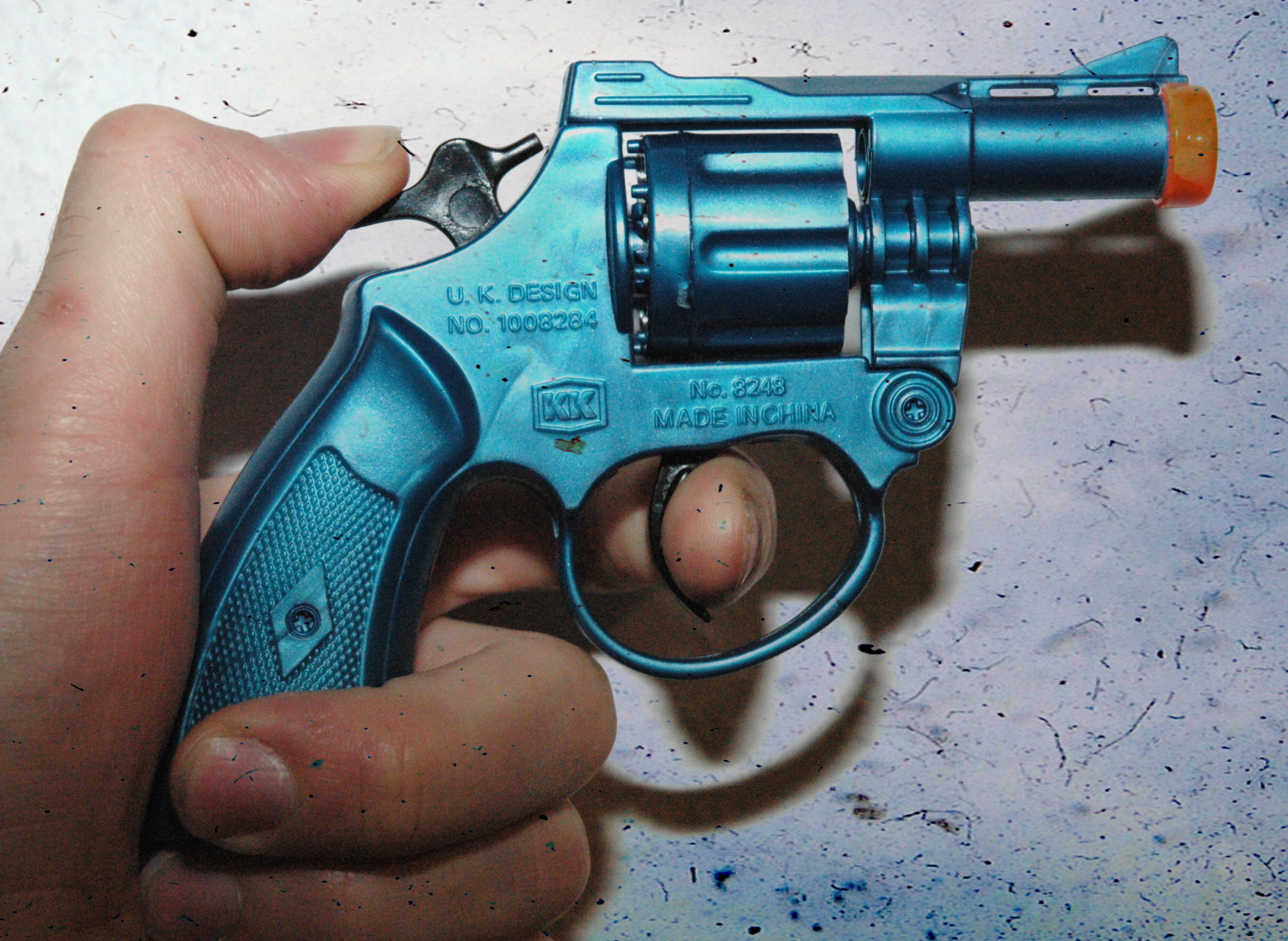
Revólver de espoleta

Arma de espoleta (na forma de revólveres, pistolas e espingardas), é uma arma de brinquedo que cria um som alto simulando um tiro e uma nuvem de fumaça quando uma pequena espoleta de percussão é explodida. As armas de espoleta eram originalmente feitas de ferro fundido, mas após a Segunda Guerra Mundial eram feitas de liga de zinco, e a maioria dos modelos mais recentes era de plástico.
As primeiras armas de espoleta datam da década de 1860, imediatamente após o fim da Guerra Civil Americana, quando as empresas de armas de fogo experimentavam armas de brinquedo para permanecer no negócio.